# Mick Taylor
Pour les articles homonymes, voir Taylor.
Ne doit pas être confondu avec Mike Taylor.
Mick Taylor est un guitariste britannique né le 17 janvier 1949 à Welwyn Garden City en Angleterre, il est connu comme guitariste des Rolling Stones entre 1969 et 1974, en remplacement de Brian Jones.

## Biographie

### Débuts à la guitare
Mick Taylor commence la pratique de la guitare à l'âge de neuf ans. C'est un oncle maternel qui l'initie à l'instrument en lui montrant comment jouer quelques accords.
Adolescent, il découvre le blues et se passionne pour des musiciens tels qu'Elmore James, Sonny Boy Williamson, B.B. King, ou Freddie King. Il développe alors son jeu de guitare en jouant en même temps que les disques de ces bluesmen.
Il joue avec un groupe local appelé The Juniors, qui comprend le batteur Brian Glascock, son frère John à la basse (plus tard avec Jethro Tull) et le claviériste Ken Hensley (futur Uriah Heep) dès 1964. Leur premier single 7" (Columbia DB7339) sort en 1964 ("There's a Pretty Girl"/"Pocket Size"). En 1965, la formation change. Mick Taylor continue à jouer de la guitare et fait équipe avec Hensley. Ils ajoutent John Konas (guitare/chant) au groupe et changent leur nom pour "The Gods". En 1966, ils font la première partie de Cream au Starlite Ballroom de Wembley. Toutefois, Mick quitte avant que le groupe n'enregistre son premier album.

### Période Bluesbreakers
En 1965, à l'âge de 16 ans, Taylor va voir une performance des Bluesbreakers de John Mayall au "The Hop" Woodhall Community Centre, Welwyn Garden City. Danny Bacon se souvient : « Le soir en question, j'étais allé voir un concert avec d'anciens camarades d'école, Mick Taylor (Ex Juniors), Alan Shacklock (Ex Juniors / Hi Numbers et futur Babe Ruth). Et c'est après que John Mayall eut terminé son premier set sans Eric Clapton, que pendant la pause un groupe de musiciens locaux qui comprenait moi-même, Jab et Herbie et quelques autres ainsi que trois guitaristes locaux (Alan Shacklock, Mick Casey (Ex Trekkas) et Mick Taylor ont été informés que Clapton n'allait pas revenir. C'est à ce moment que les trois guitaristes se sont fait offrir tour à tour l'opportunité de jouer le 2e set... Shacklock et Casey ont décliné l'offre, mais Mick bien sûr a accepté. Et ce fut ce soir-là où Mick remplaça Eric Clapton et si je ne me trompe pas, je pense que vous constaterez que Mick a en fait utilisé la Les Paul de Clapton, car sa guitare et son ampli Marshall étaient déjà sur scène en attendant son arrivée ... Quelle soirée. Mick a joué comme un bandit. »
Taylor lui-même déclare qu'après avoir vu que Clapton n'était pas là, mais que sa guitare avait déjà été installée sur scène, il a approché Mayall pendant l'entracte pour lui demander s'il pouvait jouer avec eux. Il a mentionné qu'il connaissait  déjà le répertoire du groupe, et après un moment de délibération, Mayall a accepté. Taylor précise : « Je ne pensais pas que c'était une excellente opportunité ... Je voulais juste vraiment monter sur scène et jouer de la guitare.»
Après avoir joué le deuxième set et gagné le respect de Mayall dans le processus, Taylor quitte la scène et rejoint ses amis puis quitte la salle avant que Mayall n'ait eu la chance de lui parler. Pourtant, cette rencontre s'avéra cruciale dans la carrière de Taylor, lorsque Mayall eut besoin de quelqu'un pour combler le poste vacant de Peter Green l'année suivante, lorsque ce dernier démissionna pour former Fleetwood Mac : Mayall place une annonce « Guitariste demandé » dans le journal musical hebdomadaire Melody Maker, et à son grand soulagement, reçoit immédiatement une réponse de Taylor, qu'il invite à se joindre. Taylor fait ses débuts avec les Bluesbreakers au Manor House, un ancien club de blues du nord de Londres. Pour ceux de la scène musicale, la soirée est un événement ... « Allons voir ce gamin de 17 ans essayer de remplacer Eric ». Taylor tourne et enregistre l'album Crusade avec les Bluesbreakers de John Mayall. De 1966 à 1969, Taylor développe un style de guitare basé sur le blues avec des influences latines et jazz. Il est le guitariste sur les albums de Bluesbreaker, Diary of a Band, Bare Wires et Blues from Laurel Canyon. Plus tard dans sa carrière, il développe ses compétences sur la guitare slide.

### Avec les Rolling Stones
Après la séparation de Brian Jones et des Rolling Stones en juin 1969, John Mayall et Ian Stewart recommandent Taylor à Mick Jagger. Taylor pense alors qu'il est appelé pour être musicien de session lors de sa première visite en studio avec les Rolling Stones. Un Jagger impressionné et Keith Richards invitent Taylor à revenir le lendemain pour continuer à répéter et aussi enregistrer avec le groupe. Il double la guitare sur "Country Honk" et "Live With Me" pour l'album Let It Bleed, et sur le single "Honky Tonk Women" sorti au Royaume-Uni le 4 juillet 1969.
Le  concert gratuit à Hyde Park, Londres, le 5 juillet 1969 constitue les débuts sur scène de Taylor en tant que guitariste des Rolling Stones, à l'âge de 20 ans. On estime que 250,000 personnes assistent à ce concert qui est aussi un hommage à Brian Jones, mort deux jours avant. La première partie de ce concert est donnée par le tout jeune groupe King Crimson qui débute à peine, formé de Robert Fripp à la guitare et au mellotron, Greg Lake à la basse et au chant, Ian McDonald au saxophone et aux claviers ainsi que Michael Giles à la batterie. 
Après la tournée européenne de 1973, les problèmes de drogue de Richards s'aggravent et commencent à compromettre la capacité du groupe à fonctionner. Entre les sessions d'enregistrement, les membres du groupe vivent dans divers pays en tant qu'exilés fiscaux britanniques, et pendant cette période, Taylor apparaît sur l'album London Underground de Herbie Mann (1974) ainsi que sur le suivant, Reggae (1974). 

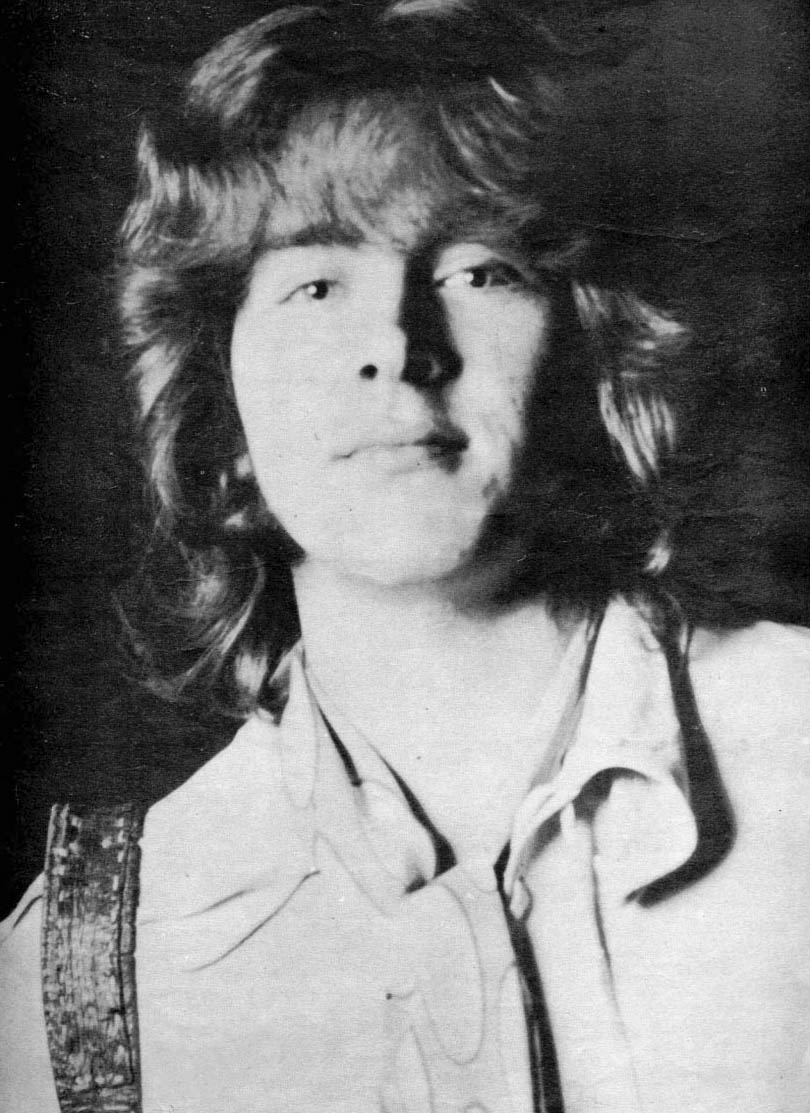
Mick Taylor en 1970.

Mick Taylor passe cinq ans au sein des Rolling Stones. Il participe à l'enregistrement de sept albums dont Let It Bleed en 1969 et Exile on Main St. en 1972.
Durant son passage dans le groupe, Mick Taylor n'est crédité que pour un seul titre : Ventilator Blues, sur Exile on Main St. Il affirme avoir contribué de manière importante à la composition de six autres chansons : Time Waits for No One sur It's Only Rock 'N Roll, Sway, Moonlight Mile, et le long solo de Can't You Hear Me Knocking sur Sticky Fingers, et Tops, une chute de Goats Head Soup sortie sur Tattoo You, sept ans après son départ du groupe.
Mick Taylor ne manifeste pas de réelle volonté de demeurer au sein du groupe et souhaite suivre un jour sa propre voie. Très souvent humilié par Keith Richards, épuisé par des problèmes de drogue et par une certaine frustration musicale (ses talents étant méprisés et certaines de ses parties de guitare retirées au mixage au profit de celles de Richards), il quitte le groupe le 12 décembre 1974. Il est remplacé par Ron Wood.
Le 14 décembre 1981, Mick Taylor monte sur la scène de la Kemper Arena de Kansas City pour rejoindre les Rolling Stones sur plusieurs chansons.
Au début de l'année 2010, Mick Taylor participe aux overdubs de la nouvelle édition d'Exile On Main Street. Depuis son départ en 1974, c'est la première fois qu'il joue en studio avec les Rolling Stones.

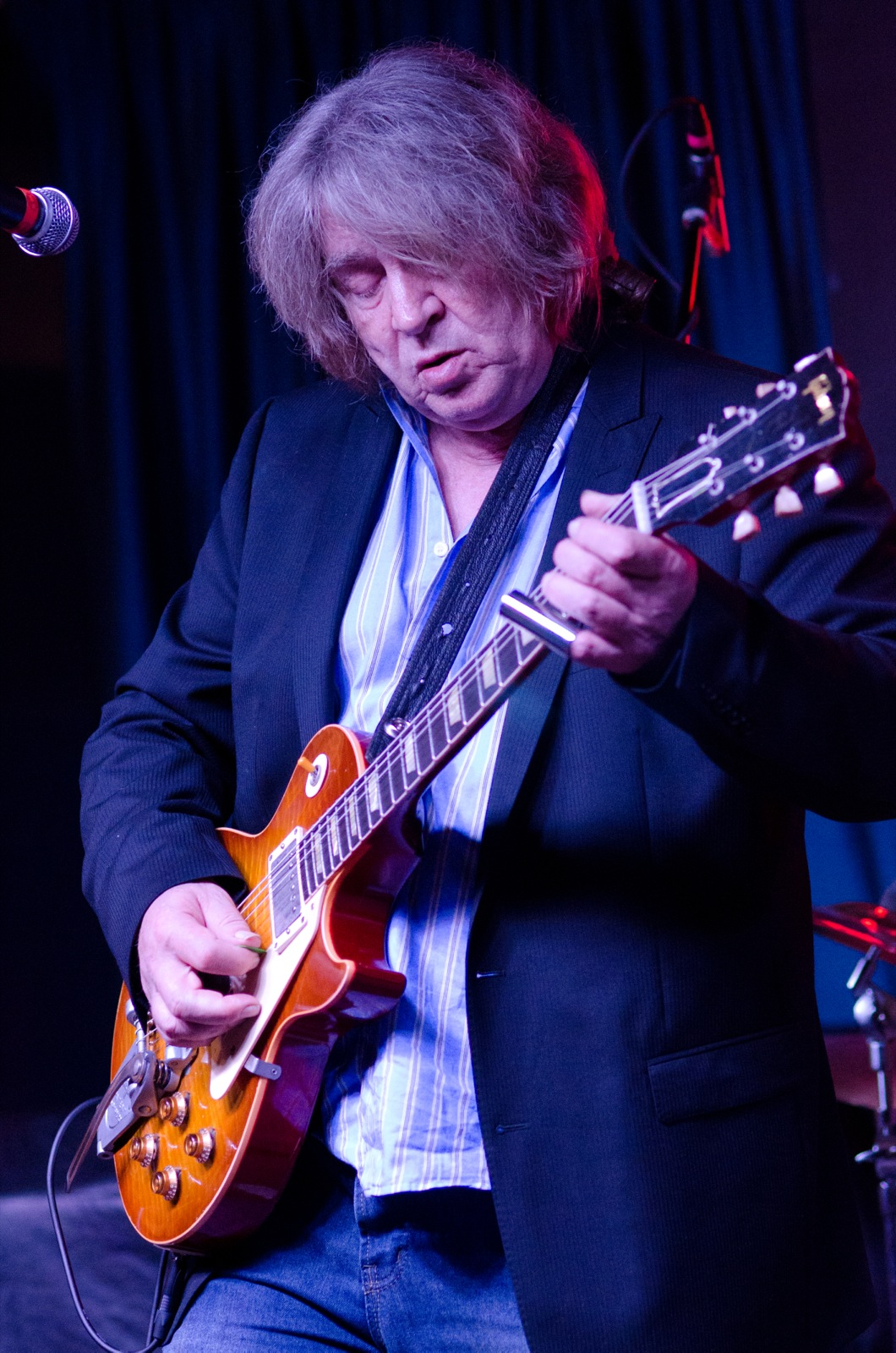
Mick Taylor en 2012.

Le 25 novembre 2012, il remonte sur scène avec les Rolling Stones à l'O2 Arena de Londres pour le 50e anniversaire du groupe, pour jouer sur Midnight Rambler. Il participe ensuite à tous les concerts donnés par les Rolling Stones en 2012, 2013 et 2014, jouant sur deux à quatre titres par concert, sur des chansons comme Midnight Rambler, Love in Vain, Can't You Hear Me Knockin', Sway et sur la chanson finale, (I Can't Get No) Satisfaction. Le 13 juin 2014, au Stade de France de Paris, Mick Taylor joue ainsi sur Midnight Rambler et Satisfaction.
Keith Richards, après l'avoir très mal traité (il va jusqu'à dire dans une interview que Mick Taylor avait « détruit le concept même des Rolling Stones »), a estimé que les Rolling Stones avaient perdu, avec son départ, un très grand musicien de studio. Dans ses mémoires Life, Keith Richards lui reproche en définitive de n'avoir jamais voulu s'intégrer au groupe, se mettant systématiquement à part sur un plan musical et communiquant peu avec les autres musiciens. Comme il n'entrait pas dans le jeu d'une bête de scène et préférait une carrière de musicien plus tranquille, loin des tournées, Keith Richards et Mick Jagger auraient finalement souhaité en 1975 son remplacement par Ron Wood, au jeu scénique plus spectaculaire, plus en phase avec les autres membres du groupe, plus apte à tenir sur scène sur de longues tournées. Keith reconnaît davantage une erreur de recrutement par lui et Mick Jagger.
Mick Taylor a enregistré plusieurs titres avec Keith Richards, The Harder They Come en 1975 et I Could Have Stood You Up sur l'album solo de ce dernier Talk Is Cheap (1988). Il compte également quelques sessions radio avec les Rolling Stones et quelques apparitions sur scène avec le groupe. Il était présent lors de la cérémonie d'intronisation des Rolling Stones au Rock and Roll Hall of Fame, en 1989. 
Quand Bill Wyman quitte les Stones en 1993, un journaliste soumet à Keith Richards l'idée de réintégrer Mick Taylor, tandis que Ron Wood prendrait la basse. Keith trouve que c'est une idée géniale, mais ne réussit pas à convaincre Mick Jagger.

### Mick Taylor avec Mike Oldfield
Taylor a travaillé sur divers projets parallèles au cours de son mandat avec les Rolling Stones. En juin 1973, il rejoint Mike Oldfield sur scène au Queen Elizabeth Hall dans une représentation de Tubular Bells. Taylor a été invité à participer à ce projet par Richard Branson car il estimait qu'Oldfield était inconnu, venant d'être signé sur le tout nouveau label de Branson, Virgin Records. Puis il a retrouvé Oldfield une fois de plus pour une performance filmée par la BBC en novembre 1973, pendant laquelle ils sont entourés, entre autres, des guitaristes Fred Frith et Steve Hillage, des claviéristes David Bedford, Tim Hodgkinson, Karl Jenkins et Mike Ratledge, du bassiste Kevin Ayers, du batteur Pierre Moerlen, etc. Cette performance sera publiée sur la vidéo Elements - The Best of Mike Oldfield en 1993 par le label Virgin Records et sera réédité en 2004 sur DVD. Mick Taylor retrouvera Pierre Moerlen en 1978 sur l'album de son tout nouveau groupe Pierre Moerlen's Gong, Expresso II sur lequel il joue un solo sur un morceau, puis à nouveau en 1979 sur l'album suivant Downwind alors qu'il joue la guitare rythmique sur une pièce.

### Carrière solo
Après son départ des Rolling Stones, Taylor fait quelques tournées avec Jack Bruce en avril 1975, Alvin Lee en 1981, John Mayall en 1982 et 1983, Bob Dylan en 1984 ou encore Billy Preston. Il apparaît également, entre autres, sur des albums de Ron Wood (I've Got My Own Album to Do), Billy Preston (Live European Tour en 1974), Bob Dylan (Infidels et Real Live), Percy Sledge, Bill Wyman, Al Kooper et Elliott Murphy (Rock Ballad).
En 1978, Mick joue sur le second album du groupe Pierre Moerlen's Gong, Expresso II, où il retrouve le batteur français Pierre Moerlen qu'il avait déjà aperçu lorsqu'il avait joué avec Mike Oldfield en Novembre 1973. Puis, un an plus tard, il est sur leur troisième album, Downwind sur la pièce What You Know. 
En 1979, il sort un premier album solo, bien accueilli par la presse et les critiques, mais qui ne connaît pas de succès commercial.
Depuis, il tourne de façon assez irrégulière (par exemple avec Carla Olson), et fait des apparitions en invité lors de quelques concerts (Allman Brothers, Joe Walsh, Grateful Dead, Johnny Copeland, Dick Rivers).

## Vie privée
Mick Taylor a été marié deux fois. Il a eu une fille avec Rose Miller : Chloé, née le 6 janvier 1971. 
Après avoir quitté les Rolling Stones, il épouse Rose en 1975, ils divorcent quelques années plus tard.
Sa deuxième fille, Emma, est née d'une courte relation avec une Américaine, qui a été une de ses choristes à une seule occasion.
Mick Taylor réside actuellement dans le Suffolk.

## Discographie

### Avec John Mayall and the Bluesbreakers
- 1967 : Crusade
- 1968 : The Diary of a Band Volume 1 and 2 (octobre–novembre 1967, live)
- 1968 : Bare Wires
- 1968 : Blues from Laurel Canyon
- 1969 : Looking Back (1964–1967) (Suspicious (part 2))
- 1971 : Thru the Years (1964–1968) (Suspicious (part 1), Knockers Step Forward, Hide And Seek)
- 1971 : Back to the Roots (novembre 1970, double 33 tours, 2 CD)
- 1977 : Primal solos (mai et décembre 1968, live) (Intro – Look at the Girl, Wish You Were Mine, Start Walkin’)
- 1985 : Return Of The Bluesbreakers de John Mayall Featuring Mick Taylor - Guitare sur 5 morceaux.
- 1992 : The 1982 Reunion Concert (17 juin 1982, live)
- 1992 : Cross Country Blues (mai 1981 et juillet 1984)
- 2003 : Rolling with the Blues (6 morceaux live, 1982)
- 2003 : 70th Birthday Concert (double CD live)
- 2007 : Essentially John Mayall (2007 - Boîtier 5-CD)

## Albums studio
- Let It Bleed (Decca, 1969) – UK #1 / US #3 - Taylor joue sur "Country Honk" et "Live With Me"
- Sticky Fingers (Rolling Stones Records, 1971) – UK/US #1
- Exile on Main St. (Rolling Stones Records, 1972) – UK/US #1
- Goats Head Soup (Rolling Stones Records, 1973) – UK/US #1
- It's Only Rock 'n Roll (Rolling Stones Records, 1974) – UK #2 / US #1
- Tattoo You (Rolling Stones Records, 1981) – UK #2 / US #1

## Compilations et Live
- Through the Past, Darkly (Decca, 1969) – (compilation) UK/US #2

Taylor joue sur "Honky Tonk Women"
- Live'r Than You'l Ever Be (?, 1969) – bootleg, certified Gold Album
- Get Yer Ya-Ya's Out! (Decca, 1970) – UK #1 / US #6
- Gimme Shelter (Decca, 1971) – (compilation) UK #19
- Hot Rocks 1964–1971 (Abkco Records, 1972) – (compilation) UK #3 / US #4
- Rock'n'Rolling Stones (Decca, 1972) – (compilation) UK #41
- Made in the Shade (Rolling Stones Records, 1975) – (compilation) UK #14 / US #6
- Metamorphosis (Abkco Records, 1975) – UK #45 / US #8

Taylor joue sur "I Don't Know Why" and "Jiving Sister Fanny".
- Rolled Gold: The Very Best of the Rolling Stones (Decca, 1975) – (compilation) UK #7
- Get Stoned (30 Greatest Hits) (ARCADE, 1977) – (compilation) UK #8
- Sucking in the Seventies (Rolling Stones Records, 1981) – (compilation)US #15

Taylor joue sur "Tops" et "Waiting on a Friend", les 2 chansons ont été enregistrées pendant les sessions de l'album Goats Head Soup.
- In Concert – Live 1966–70 (LONDON, 1982) – (live compilation) UK #94
- Story of The Stones (K-tel, 1982) – (compilation) UK #24
- Rewind (Rolling Stones Records, 1984) – (compilation) UK #23 / US #86
- Singles Collection: The London Years. (Abkco Records, 1989) – US #91
- Jump Back: The Best of The Rolling Stones (Rolling Stones Records, 1993) – UK #16 / US #30
- Forty Licks (Rolling Stones Records, 2002) – (compilation) UK/US #2
- Rarities 1971–2003 (Rolling Stones Records, 2005) – US #76

Taylor joue sur "Let It Rock" (live 1971) and the 1974 b-side "Through The Lonely Nights".
- Exile on Main St. (Rarities Edition) (Universal Records, 2010) – US #27

Taylor joue sur "Pass The Wine (Sophia Loren)", "Plundered My Soul", "I'm Not Signifying", "Loving Cup (Alternate Take)", "Soul Survivor (Alternate Take)" et "Good Time Women".
- Brussels Affair (Rolling Stones Records, 2011) – 1973 live
- GRRR! (Rolling Stones Records, 2012) – (compilation) UK #3 / US #19
- Hyde Park Live (Rolling Stones Records, 2013) – (2013 live performance) UK #16 / US #19

Taylor joue sur "Midnight Rambler", guitare acoustique et chœurs "(I Can't Get No) Satisfaction"
- Tattoo You (Lost & Found - Rarities) (Universal Records, 2021)

Taylor joue sur "Living in the Heart of Love", "Come to the Ball" et "Fast Talking Slow Walking".

### AvecPierre Moerlen's Gong
- 1978 : Expresso II - Solo sur Heavy Tune
- 1979 : Downwind - Guitare sur What You Know

### En solo
- 1979 : Mick Taylor
- 1990 : Stranger In This Town (live)

### Avec Bob Dylan
- 1983 : Infidels
- 1984 : Real Live
- 1985 : Empire Burlesque - Guitare sur 1 chanson
- 1991 : The Bootleg Series Volumes 1–3 (Rare & Unreleased) 1961–1991 - Guitare sur 4 chansons.
- 2021 : The Bootleg Series Vol. 16: Springtime in New York 1980–1985

### Participations
- 1969 : Blues Masters vol. 10 de Champion Jack Dupree
- 1973 : The Tin Man Was A Dreamer de Nicky Hopkins - Guitares sur tout l'album.
- 1973 : Reggae de Herbie Mann
- 1973 : London Underground de Herbie Mann
- 1974 : I've Got My Own Album to Do de Ron Wood - Basse, guitare électrique, piano électrique, synthétiseur ARP sur 4 chansons, avec Keith Richards, George Harrison, Ian McLagan, Mick Jagger, Rod Stewart, David Bowie, Micky Waller, Willie Weeks, etc.
- 1974 : Live European Tour de Billy Preston
- 1975 : Now Look de Ron Wood - Guitare slide sur It's unholy.
- 1976 : Reggae II de Herbie Mann - Enregistré en 1973.
- 1977 : Just A Story From America de Elliott Murphy
- 1978 : Waiting for Columbus de Little Feat
- 1988 : Talk Is Cheap de Keith Richards - Mick Taylor guitare sur I Could Have Stood You Up
- 1988 : Up Your Alley de Joan Jett and the Blackhearts - Solo sur "I Hate Myself for Loving You"
- 1990 : Live de Carla Olson & Mick Taylor
- 1992 : John McVie's "Gotta Band" with Lola Thomas de John McVie - Guitare sur tout l'album
- 1992 : Piedra Rodante:: de Tonky Blues Band Con Mick Taylor
- 1993 : Elements - The Best of Mike Oldfield de Mike Oldfield - Guitare sur la version live filmée de Tubular Bells réalisée en 1973 par la BBC. Disponible en CD/DVD
- 1994 : Carla Olson With Mick Taylor And Percy Sledge de Carla Olson
- 1994 : Live At The Roxy de Carla Olson & Mick Taylor
- 1995 : Live on the Old Grey Whistle Test de Jack Bruce - Guitare sur 7 chansons, enregistrées entre 1975 et 1981.
- 1997 : Taylormade de Black Cat Bone
- 1998 : Anyway The Wind Blows de Bill Wyman's Rhythm Kings - Guitare sur A True Romance - Aussi sur cet album, Eric Clapton, Peter Frampton, Gary Brooker, Paul Carrack, Bobby Keys, etc.
- 2000 : Groovin' - Mick guitare solo sur Tomorrow Night
- 2001 : New York Times de Adam Bomb : Produit par Jack Douglas - Guitare slide sur MacDougal Street et solo sur Heaven come to me.
- 2001 : Pay Pack & Follow de John Phillips - Guitares sur 3 chansons.
- 2002 : Stoned Again de Barry Goldberg
- 2003 : Live at the Manchester Free Trade Hall de Jack Bruce - Guitare sur tout l'album.
- 2004 : The Turning Point de Peter Karp And The Roadshow Band
- 2005 : Live At The Bottom Line de Peter Karp
- 2008 : Too Hot For Snakes Plus de Carla Olson & Mick Taylor
- 2012 : Too Hot For Snakes / The Ring Of Truth de Carla Olson & Mick Taylor
- 2021 : Sway de Carla Olson & Mick Taylor